# ソディック・ユサフ
ソディック・ユサフ（Sodiq Yusuff、1993年5月19日 - ）は、ナイジェリアの男性総合格闘家。ラゴス出身。アメリカ合衆国メリーランド州キャンプスプリングス在住。チーム・ロイド・アーヴィン所属。ソディック・ユスフとも表記される。

## 来歴
ナイジェリアのラゴスで16人兄妹の一人として生まれる。2012年から総合格闘技のトレーニングを始め、2016年にプロ総合格闘技デビュー。
2018年7月24日、Dana White's Contender Series 14でマイク・デイビスと対戦し、3-0の判定勝ちを収めUFCとの契約権を獲得した。

### UFC
2018年12月2日、UFC初参戦となったUFC Fight Night: dos Santos vs. Tuivasaでスーマン・モクタリアンと対戦し、スタンドパンチ連打で1RTKO勝ち。パフォーマンス・オブ・ザ・ナイトを受賞した。
2021年4月10日、UFC on ABC: Vettori vs. Hollandでフェザー級ランキング10位のアーノルド・アレンと対戦し、0-3の判定負け。
2022年3月12日、UFC Fight Night: Santos vs. Ankalaevでフェザー級ランキング15位のアレックス・カサレスと対戦し、3-0の判定勝ち。
2023年10月14日、UFC Fight Night: Yusuff vs. Barbozaでフェザー級ランキング13位のエジソン・バルボーザと対戦し、0-3の5R判定負け。ファイト・オブ・ザ・ナイトを受賞した。

## 戦績
| 総合格闘技 戦績 | 総合格闘技 戦績 | 総合格闘技 戦績 | 総合格闘技 戦績 | 総合格闘技 戦績 | 総合格闘技 戦績 | 総合格闘技 戦績 |
| --------------- | --------------- | --------------- | --------------- | --------------- | --------------- | --------------- |
| 17 試合         | (T)KO           | 一本            | 判定            | その他          | 引き分け        | 無効試合        |
| 13 勝           | 6               | 1               | 6               | 0               | 0               | 0               |
| 4 敗            | 2               | 0               | 2               | 0               | 0               | 0               |

| 勝敗 | 対戦相手               | 試合結果                          | 大会名                                          | 開催年月日     |
| ×    | ディエゴ・ロペス       | 1R 1:29 TKO（パウンド）           | UFC 300: Pereira vs. Hill                       | 2024年4月13日  |
| ×    | エジソン・バルボーザ   | 5分5R終了 判定0-3                 | UFC Fight Night: Yusuff vs. Barboza             | 2023年10月14日 |
| ○    | ドン・シェイニス       | 1R 0:30 ギロチンチョーク          | UFC Fight Night: Dern vs. Yan                   | 2022年10月1日  |
| ○    | アレックス・カサレス   | 5分3R終了 判定3-0                 | UFC Fight Night: Santos vs. Ankalaev            | 2022年3月12日  |
| ×    | アーノルド・アレン     | 5分3R終了 判定0-3                 | UFC on ABC 2: Vettori vs. Holland               | 2021年4月10日  |
| ○    | アンドレ・フィリ       | 5分3R終了 判定3-0                 | UFC 246: McGregor vs. Cowboy                    | 2020年1月18日  |
| ○    | ガブリエル・ベニテス   | 1R 4:14 TKO（右フック→パウンド）  | UFC 241: Cormier vs. Miocic 2                   | 2019年8月17日  |
| ○    | シェイモン・モラエス   | 5分3R終了 判定3-0                 | UFC on ESPN 2: Barboza vs. Gaethje              | 2019年3月30日  |
| ○    | スーマン・モクアリアン | 1R 2:14 TKO（スタンドパンチ連打） | UFC Fight Night: dos Santos vs. Tuivasa         | 2018年12月2日  |
| ○    | マイク・デイビス       | 5分3R終了 判定3-0                 | Dana White's Contender Series 14                | 2012年7月24日  |
| ○    | ディラン・トゥーク     | 1R 0:46 TKO（右フック→パウンド）  | Brave 10                                        | 2018年3月2日   |
| ×    | ルイス・ゴメス         | 1R 4:12 KO（パウンド）            | Titan FC 47 【TitanFCフェザー級タイトルマッチ】 | 2017年12月15日 |
| ○    | ワジム・オガール       | 1R 0:30 KO（パンチ）              | CFFC 66                                         | 2017年8月5日   |
| ○    | チュカ・ウィリス       | 5分3R終了 判定3-0                 | VFC 56                                          | 2017年4月14日  |
| ○    | デビン・ターナー       | 2R 2:25 TKO（パウンド）           | VFC 54                                          | 2016年9月12日  |
| ○    | ジョン・ラミレス       | 5分3R終了 判定3-0                 | VFC 52                                          | 2016年7月16日  |
| ○    | アルヴィン・マーサー   | 2R 0:22 TKO（パウンド）           | Shogun Fights 14                                | 2016年4月16日  |

## 表彰
- UFC ファイト・オブ・ザ・ナイト（1回）
- UFC パフォーマンス・オブ・ザ・ナイト（1回）